# Hoàng tử Ba Tư: Dòng cát thời gian (phim)
Hoàng tử Ba Tư: Dòng cát thời gian (tựa gốc tiếng Anh: Prince of Persia: The Sands of Time) là một bộ phim hành động giả tưởng của Mỹ năm 2010 do Mike Newell đạo diễn. Phim do Jordan Mechner , Boaz Yakin, Doug Miro, và Carlo Bernard viết kịch bản, Jerry Bruckheimer sản xuất và Walt Disney Pictures phát hành vào ngày 28 tháng 5 năm 2010. Phim có sự tham gia của Jake Gyllenhaal trong vai Hoàng tử Dastan, Gemma Arterton trong vai Công chúa Tamina, Ben Kingsley trong vai Nizam, Toby Kebbell trong vai Garsiv và Alfred Molina trong vai Sheik Amar. Bộ phim là sự chuyển thể từ trò chơi điện tử của cùng tên do Ubisoft phát triển và xuất bản. Các yếu tố từ Warrior Within và The Two Thrones, hai tựa game khác trong bộ ba phim Sands of Time của thương hiệu trò chơi điện tử Prince of Persia, cũng được kết hợp.
Phim được công chiếu lần đầu tại London vào ngày 5 tháng 5 năm 2010 và chính thức phát hành vào ngày 28 tháng 5 năm 2010 tại Hoa Kỳ. Phim nhận được nhiều đánh giá trái chiều từ các nhà phê bình, những người cảm thấy rằng nó vẫn là một cải tiến thú vị so với các bản chuyển thể trò chơi điện tử trước đó vào thời điểm đó. Phim thu về hơn 336 triệu đô la  so với kinh phí sản xuất 150–200 triệu đô la, và là phim trò chơi điện tử có doanh thu cao nhất cho đến khi bị Warcraft vượt qua vào năm 2016.

## Nội dung
Cậu bé Dastan vốn là một đứa trẻ mồ côi sống lang thang ngoài đường phố. Một ngày nọ, cậu trông thấy một đứa bé khác đang bị một toán lính của triều đình ức hiếp. Dastan liền cứu cậu bé, nhưng không may là cậu đã làm cho một viên sĩ quan Ba Tư trong toán lính đó tức giận và Dastan bị đuổi bắt. Vua Ba Tư Sharaman thấy vậy liền cứu cậu vì thấy một tư cách cao đẹp và dũng cảm trong người Dastan và ông đã nhận cậu làm con nuôi.
Được sống trong triều đình, được dạy dỗ nghiêm khắc, Dastan trở thành một hoàng tử với phong thái quý tộc, sự thông minh và đặc biệt là một chiến binh thực sự. Trong chuyến chinh phục Alamut vì triều đình nghĩ rằng ở đó có lò rèn vũ khí, Dastan đã thể hiện rõ khả năng của mình bằng việc chiếm giữ thành của Alamut một cách nhanh chóng để đội quân của Ba Tư xông vào thành. Sau đó, nhờ trí thông minh và sự dũng cảm của Dastan cùng sức mạnh của đoàn quân Ba Tư, Alamut bị chiếm giữ nhanh chóng và nằm trong sự kiểm soát của quân Ba Tư. Công chúa Tamina bị bắt. Trước đó Tamina có đưa cho một tên lính của mình con dao cổ xưa có cán thủy tinh - đó chính là chìa khóa để tiếp cận Dòng Cát Thời Gian, một thứ linh thiêng và bí ẩn. Nhưng Dastan đã cướp nó từ tay tên lính. Mặc dù vậy Dastan vẫn không hay biết thân thế của con dao.
Sau khi chiếm được Alamut, triều đình Ba Tư mở tiệc ăn mừng. Nàng Tamina bị ép phải lấy hoàng tử Tus. Dastan dâng lên món quà tặng vua Sharaman do anh trai mình là hoàng tử Tus chuẩn bị là chiếc áo choàng. Nhưng không may chiếc áo bị tẩm độc và vua Sharaman bị ám sát. Dastan bị vu oan tội ám sát vua. Không còn cách nào khác, chàng đành chạy trốn. Công chúa Tamina đã thấy con dao trên người của Dastan và nhân cơ hội lộn xộn đó cũng chạy theo chàng hòng lấy được con dao. Thế là hai người kết đồng minh với nhau.
Trong lần dựng trại đầu tiên của họ, Tamina giả vờ quyến rũ Dastan và rồi cô cướp được con dao, cô cố gắng giết Dastan và hai người đánh nhau. Dastan cướp lại được con dao và vô tình ấn phải viên ngọc trên đỉnh cán dao. Lập tức mọi việc lùi lại theo thời gian, và Dastan lúc này mới biết tác dụng của con dao. Chàng ngăn chặn sự tấn công của Tamina và cuối cùng nàng mới giải thích công dụng của nó và chỉ được lùi lại một phút trước đó, sử dụng Dòng Cát Thời Gian để con dao có thể hoạt động. Dastan tin rằng Tus biết về con dao này và anh ta đã sát hại vua Sharaman để chiếm ngôi và để đổ tội cho Dastan, đồng thời có quyền lực hơn để tìm con dao này.
Trong cuộc hành trình giải oan cho Dastan, chàng và Tamina phải đối mặt với những thách thức trên sa mạc cằn cỗi: Sheikh Amar, sát thủ ném dao Seso, hội sát thủ Hasshasin. Trong lễ tang của vua Ba Tư Sharaman, Dastan quyết tâm tìm gặp người chú ruột Nizam (mà trước giờ Dastan rất tin ông) để nói hết sự thật và muốn chứng minh mình vô tội bằng cách cho Nizam thấy con dao quyền năng đó, nhưng con dao đã bị Tamina cướp. Rồi Dastan chú ý đôi bàn tay bị phỏng của Nizam, chàng hỏi chú ruột của mình và sau đó Dastan biết ngay thủ phạm chính là Nizam chứ không phải Tus như chàng nghĩ. Chàng bị phục kích bởi toán lính của Nizam, Dastan buộc phải trốn thoát. Chàng đuổi kịp Tamina và nói hết mọi điều vừa biết về Nizam cho nàng biết. Cả hai sau đó đồng ý hợp tác để bảo vệ con dao.
Trong khi đó, Nizam về lại triều đình. Ông biết Dastan đã biết hết sự thật nên cố gắng thuyết phục vị vua mới lên ngôi là Tus cùng người cháu Garsiv rằng Dastan đang cố gắng lật đổ họ và ông nói với Tus rằng Dastan phải bị giết mà không nên xét xử để tránh một cuộc nổi loạn. Tuy nhiên Tus không đồng ý mà cứ bắt Dastan về để xét xử. Không thành công, Nizam quyết định tìm và thuê các Hasshasin - một nhóm sát thủ có tay nghề cao.
Dastan và Tamina lại bị Sheik, sát thủ ném dao Seso bắt giữ (lần trước là lúc hai người ở sa mạc). Vào ban đêm, cả nhóm (có cả Dastan và Tamina) dựng trại và ngủ qua đêm. Nhân cơ hội này, thủ lĩnh của Hasshasin (Gísli Orn Garðarsson) tấn công nhóm của Dastan bằng những con rắn độc. Dastan lại một lần nữa sử dụng con dao để quay ngược thời gian và nhờ đó anh giết hết bọn rắn độc.
Ngày hôm sau, Dastan và Tamina đi cùng với Sheik và Seso đến một nơi tôn nghiêm bí mật ở vùng núi cao tại Hindu Kush, nơi mà Tamina hy vọng có thể cất giấu con dao được an toàn. Để làm như vậy, Tamina phải hy sinh bản thân mình. Garsiv bất ngờ xuất hiện, Dastan phải ra sức giải thích và chứng minh mình vô tội, trong khi Nizam mới chính là tên đã sát hại vua Sharaman để mưu toan cướp ngôi. Sau một hồi giải thích, Garsiv đã tin Dastan. Nhưng không may, bọn Hasshasin đã tới và một tên trong số đó giết chết Garsiv. Dastan và những người còn lại ra sức chiến đấu chống bọn Hasshasin. Trong khi đó, thủ lĩnh của bọn sát thủ đã lấy được con dao và đem về cho Nizam.
Tamina và Dastan, cũng như Sheik Amar và Seso, trở về Alamut tiết lộ sự thật về Nizam và con dao cho vua Tus biết. Nhiệm vụ đầu tiên là họ phải lấy lại được con dao từ tay Nizam. Con dao hiện đang được giữ trong ngôi đền thờ linh thiêng, được bảo vệ bởi một Hasshasin đã giết Garsiv. Seso đã chiến đấu với một tên bằng những cú phóng dao và sau đó lấy được con dao. Nhưng Seso bị ba mũi tên trúng người. Bọn lính của Nizam chạy tới định cướp lại con dao nhưng Seso đã ném nó ra cửa sổ và rớt xuống ngay chỗ Tamina và Sheik.
Trong khi đó, Dastan cố gắng giải thích cho Tus biết mọi chuyện, chàng nói về tác dụng của con dao và âm mưu chiếm đoạt nó và cướp ngai vàng của Nizam. Dastan cuối cùng chọn cách rút kiếm tự sát. Người anh Tus bàng hoàng và dường như đã tin người em của mình. Tus quyết định nghe lời em thử ấn viên ngọc trên đỉnh cán dao và không ngờ rằng nó khiến thời gian quay lại trước đó, và nhờ đó Tus ngăn không cho Dastan tự sát. Lúc đó Nizam vào phòng và thấy mọi chuyện. Nizam ra tay giết Tus và tấn công Dastan. Con dao lại một lần nữa nằm trong tay Nizam. Nhưng Dastan đã đánh bại bọn Hasshasin với sự giúp đỡ của Tamina.
Nizam đi xuống một cái hố để đến nơi có Dòng Cát Thời Gian. Trong khi đó Dastan và Tamina đi lối tắt bí mật hơn. Sau một trận đánh nhỏ với các Hasshasin, Dastan và Tamina hôn nhau. Sau đó họ kịp thời đến bên Dòng Cát Thời Gian cùng với Nizam, Dastan và Tamina ngăn không cho ông xuyên con dao vào trong Dòng Cát Thời Gian. Nhưng Nizam đã tấn công hai người và làm cho Dastan và Tamina rớt xuống vực thẳm. Dastan bám vào vách đá, cầm tay Tamina. Nhưng nàng đã để Dastan có cơ hội giết Nizam nên đã tự ý thả tay và hy sinh mình. Dastan và Nizam đánh nhau và sau đó Dastan ấn vào viên ngọc trên đỉnh cán con dao, làm cho Dòng Cát Thời Gian chảy tự do. Điều đó làm cho thời gian quay ngược trở lại thời điểm trận chiến chinh phục Alamut kết thúc và triều đình Ba Tư chuẩn bị tiệc mừng. Dastan tranh thủ thời gian ngay để buộc tội Nizam và sau đó ông cố gắng giết Dastan. Nhưng Tus đã ra tay giết Nizam trước.
Sau khi xin lỗi Alamut, Tus cho Dastan được kết hôn với Tamina. Dastan trả con dao lại cho Tamina.

## Diễn viên
- Jake Gyllenhaal trong vai Hoàng tử Dastan
  - William Foster trong vai Dastan lúc nhỏ
- Gemma Arterton trong vai Tamina, Công chúa của Alamut
- Ben Kingsley trong vai Hoàng tử Nizam của Ba Tư, anh trai của Vua Sharaman
- Toby Kebbell trong vai Hoàng tử Garsiv của Ba Tư
- Alfred Molina trong vai Sheik Amar
- Richard Coyle trong vai Hoàng tử Tus của Ba Tư
- Ronald Pickup trong vai Vua Sharaman, Vua của Ba Tư và là cha của Dastan, Tus và Garsiv.
- Reece Ritchie trong vai Bis, bạn của Dastan
- Steve Toussaint trong vai Seso
- Darwin Shaw trong vai Asoka
- Gísli Örn Garðarsson trong vai Thủ lĩnh Hassansin

## Nhạc phim
Alanis Morissette là nhạc sĩ đảm nhiệm việc sáng tác bài hát chủ đề cho bộ phim, tên bài hát là "I Remain". Phần nhạc trong phim viết bởi Harry Gregson-Williams.
| Nhạc phim Hoàng tử Ba Tư: Dòng cát thời gian (66:26) | Nhạc phim Hoàng tử Ba Tư: Dòng cát thời gian (66:26)                                          | Nhạc phim Hoàng tử Ba Tư: Dòng cát thời gian (66:26) |
| STT                                                  | Nhan đề                                                                                       | Thời lượng                                           |
| ---------------------------------------------------- | --------------------------------------------------------------------------------------------- | ---------------------------------------------------- |
| 1.                                                   | "The Prince of Persia"                                                                        | 5:20                                                 |
| 2.                                                   | "Raid On Alamut"                                                                              | 6:32                                                 |
| 3.                                                   | "Tamina Unveiled"                                                                             | 2:34                                                 |
| 4.                                                   | "The King and His Sons"                                                                       | 2:59                                                 |
| 5.                                                   | "Dastan and Tamina Escape"                                                                    | 4:31                                                 |
| 6.                                                   | "Journey Through the Desert"                                                                  | 2:55                                                 |
| 7.                                                   | "Ostrich Race"                                                                                | 0:59                                                 |
| 8.                                                   | "Running from Sheikh Amar"                                                                    | 3:27                                                 |
| 9.                                                   | "Trusting Nizam"                                                                              | 4:37                                                 |
| 10.                                                  | "Visions of Death"                                                                            | 1:46                                                 |
| 11.                                                  | "So, You're Going To Help Me?"                                                                | 2:20                                                 |
| 12.                                                  | "The Oasis Ambush"                                                                            | 1:54                                                 |
| 13.                                                  | "Hassansin Attack"                                                                            | 2:59                                                 |
| 14.                                                  | "Return To Alamut"                                                                            | 3:05                                                 |
| 15.                                                  | "No Ordinary Dagger"                                                                          | 4:39                                                 |
| 16.                                                  | "The Passages"                                                                                | 3:09                                                 |
| 17.                                                  | "The Sands of Time"                                                                           | 3:58                                                 |
| 18.                                                  | "Destiny"                                                                                     | 3:38                                                 |
| 19.                                                  | "I Remain" (trình bày bởi Alanis Morissette, sáng tác bởi Alanis Morissette và Mike Elizondo) | 4:57                                                 |